# William Lithgow (viajero y escritor)

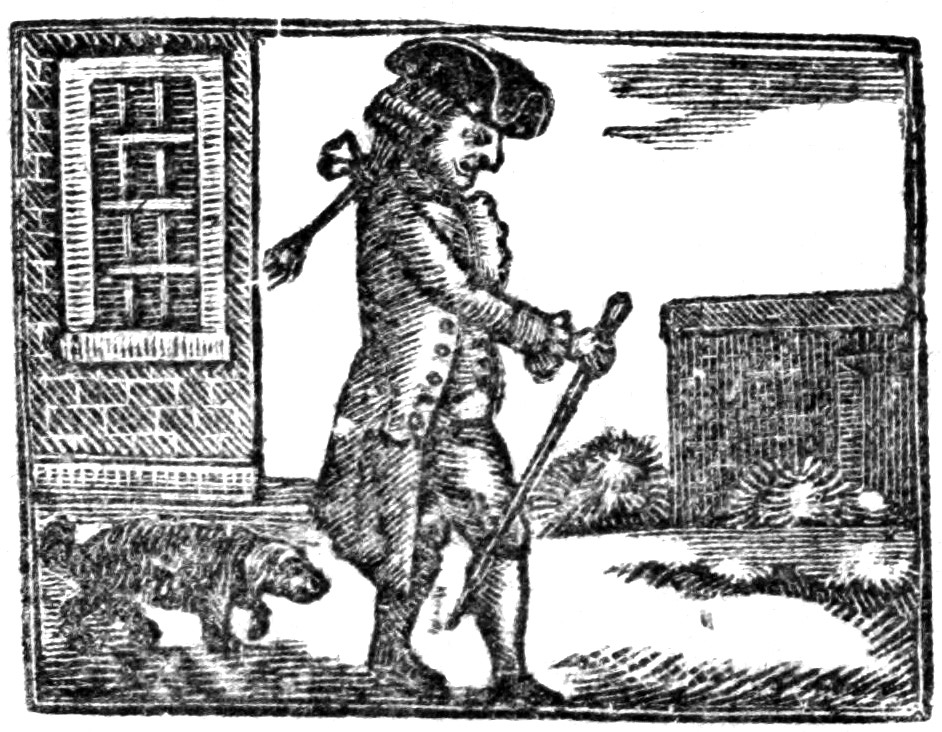
William Lithgow

William Lithgow (c. 1582-c. 1645) fue un viajero, escritor y presunto espía escocés. Afirmó al final de sus diversas peregrinaciones haber recorrido 36.000 millas (57.936 km) a pie.

## Vida y aventuras
William Lithgow nació en Lanark, siendo el hijo mayor del comerciante James Lithgow y Alison Grahame, su esposa. 
Una tradición familiar decía que William fue encontrado en compañía de cierta señorita Lockhart, y los cuatro hermanos le cortaron las orejas, lo que le valió el apodo de "Willie sin orejas".
Antes de 1610 ya había visitado Shetland, Suiza y Bohemia. Ese mismo año, el 7 de marzo viajó de París a Roma, donde se quedó durante cuatro semanas antes de trasladarse a otras ciudades de Italia: Nápoles, Ancona. Luego se trasladó a Atenas y de allí aConstantinopla. Después de pasar tres meses en Constantinopla, navegó a otras localidades griegas hacia Palestina, llegando a Jerusalén, el Domingo de Ramos de 1612, y más tarde a Egipto.
Su siguiente viaje, entre el 1614 y 1616, fue a Túnez y Fez; pero su último viaje, entre el 1619 y 1621, fue a España, terminando con su detención y tortura en Málaga acusado de espía.
También visitó Creta.

## Otras lecturas
- Reid, Thomas (10 de abril de 1911), «Notes on the life of William Lithgow, Traveller», Proceedings of the Society of Antiquaries of Scotland: 403-415.